# Lei Jie
Lei Jie (12 de noviembre de 1986) es una deportista china que compitió en taekwondo. Ganó dos medallas de oro en el Campeonato Asiático de Taekwondo en los años 2008 y 2010.

## Palmarés internacional
| Campeonato Asiático | Campeonato Asiático | Campeonato Asiático | Campeonato Asiático |
| Año                 | Lugar               | Medalla             | Categoría           |
| ------------------- | ------------------- | ------------------- | ------------------- |
| 2008                | Luoyang (China)     | Medalla de oro      | –55 kg              |
| 2010                | Astaná (Kazajistán) | Medalla de oro      | –53 kg              |